# Nieznani Sprawcy (zespół muzyczny)
Nieznani Sprawcy – polski zespół muzyczny założony w 1997 roku w Bytomiu. Pierwotnie nosił on nazwę Berets (pod tym szyldem grupa wydała nawet płytę zawierającą głównie przeróbki znanych przebojów rockowych), obecną nazwę przyjął za namową Leszka Malinowskiego, członka kabaretu Koń Polski.
W 2003 roku piosenką „Kaj Ty łazis” (przeróbką piosenki „Come together” zespołu The Beatles) Nieznani Sprawcy wygrali organizowany przez TVP3 Katowice, Radio Rock i Radio eM Cover Koncert, kilka miesięcy później ukazała się pierwsza, zawierająca głównie autorskie kompozycje, płyta długogrająca zespołu, nosząca tytuł Demo. Zespół intensywnie koncertuje – w swojej historii zdążył już zagrać przeszło 1000 koncertów, na których prezentował przeróbki utworów innych wykonawców (m.in. Perfect czy Lady Pank) oraz autorskie kompozycje.
W 2005 ukazała się druga płyta – Bezbronny, w 2006 ukazała się trzecia płyta – W poszukiwaniu samego siebie.

## Obecny skład
- Daniel Ustienny – śpiew
- Bronisław Lewandowski – gitara
- Tomasz Albin – gitara
- Adam Szuster – gitara basowa
- Łukasz Wiśniewski – perkusja

## Albumy
- 2004 Wspólne święta (SP)
- 2004 Demo (LP)
- 2005 Bezbronny (LP)
- 2006 W poszukiwaniu samego siebie (LP)